# Головырина
Головырина — деревня в Белоярском районе Свердловской области России. Входит в Белоярский муниципальный округ.
Ранее деревня входила в состав Камышевского сельсовета Белоярского района.

## География
Деревня Головырина расположена на обоих берегах реки Исети, в устье её правого притока — реки Чукаихи, в 25 километрах к юго-западу от посёлка Белоярского и в 70 километрах от города Екатеринбурга. В 10 километрах от Головырина расположена железнодорожная станция Марамзино.

## История
Переписью 1695 года в Камышевской слободе (сейчас село Камышево Белоярского района), в которой было 42 двора, отмечены деревни: Головырина (9 дворов), Усть-Брусянка (7 дворов), Рябиновка (1 двор) и Усть-Камышевка (4 двора). До революции в Головырина, которая соседствовала с богатым промышленным селом Камышево работала мельница. В советское время в деревне действовали коровник, лесопилка, магазин. В настоящее время Головырина существует как дачный посёлок, число местных жителей составляет около 20 человек.

### Часовой пояс
Головырина, как и вся Свердловская область, находится в часовой зоне МСК+2. Смещение применяемого времени относительно UTC составляет +5:00.

## Население
| 2002 | 2010 | 2021 |
| ---- | ---- | ---- |
| 59   | ↘31  | ↘18  |

## Инфраструктура
В деревне шесть улиц: 1 Мая, Исетская, Калинина, Красноармейская, Лесная, Нагорная.